# Sri-lankische Cricket-Nationalmannschaft in den West Indies in der Saison 2007/08
Die Tour der sri-lankischen Cricket-Nationalmannschaft in die West Indies in der Saison 2007/08 fand vom 22. März bis zum 15. April 2008 statt. Die internationale Cricket-Tour war Bestandteil der Internationalen Cricket-Saison 2007/08 und umfasste zwei Tests, drei ODIs. Südafrika gewann die ODI-Serie 2–0, während die Test-Serie 1–1 unentschieden endete.

## Vorgeschichte
Die West Indies bestritten zuvor eine Tour in Südafrika, Sri Lanka ein Drei-Nationen-Turnier in Australien. Das letzte Aufeinandertreffen der beiden Mannschaften bei einer Tour fand in der Saison 2005 in Sri Lanka statt.

## Stadien
Für die Tour wurden folgende Stadien als Austragungsorte vorgesehen und am 11. November 2007 bekanntgegeben.
| Stadt         | Land                | Stadion            | Kapazität | Spiele               |
| ------------- | ------------------- | ------------------ | --------- | -------------------- |
| Georgetown    | Guyana              | Providence Stadium | 20.000    | 1. Test              |
| Gros Islet    | Saint Lucia         | Beausejour Stadium | 20.000    | 3. ODI               |
| Port of Spain | Trinidad und Tobago | Queen’s Park Oval  | 25.000    | 2. Test; 1. & 2. ODI |

## Kaderlisten
Sri Lanka benannte seinen Test-Kader am 19. Februar und seinen ODI-Kader am 12. März 2008.
West Indies benannten ihren Test-Kader am 11. März und ihren ODI-Kader am 7. April 2008.
| Test | Test | ODI | ODI |
| West Indies | Sri Lanka | West Indies | Sri Lanka |
| --- | --- | --- | --- |
| - Chris Gayle (K) - Ramnaresh Sarwan (VK) - Sulieman Benn - Dwayne Bravo - Shivnarine Chanderpaul - Sewnarine Chattergoon - Pedro Collins - Fidel Edwards - Ryan Hinds - Amit Jaggernauth - Daren Powell - Denesh Ramdin (wk) - Marlon Samuels - Devon Smith - Jerome Taylor | - Mahela Jayawardene (K) - Kumar Sangakkara (VK & wk) - Ishara Amerasinghe - Tillakaratne Dilshan - Rangana Herath - Nuwan Kulasekara - Farveez Maharoof - Lasith Malinga - Muttiah Muralitharan - Thilan Samaraweera - Chamara Silva - Thilan Thushara - Chaminda Vaas - Michael Vandort - Malinda Warnapura - Chanaka Welegedara | - Chris Gayle (K) - Ramnaresh Sarwan (VK) - Sulieman Benn - Dwayne Bravo - Patrick Browne (wk) - Shivnarine Chanderpaul - Sewnarine Chattergoon - Fidel Edwards - Runako Morton - Kieron Pollard - Daren Powell - Denesh Ramdin (wk) - Darren Sammy - Marlon Samuels - Devon Smith - Jerome Taylor | - Mahela Jayawardene (K) - Kumar Sangakkara (VK & wk) - Ishara Amerasinghe - Malinga Bandara - Tillakaratne Dilshan - Chamara Kapugedera - Nuwan Kulasekara - Ajantha Mendis - Jehan Mubarak - Chamara Silva - Upul Tharanga - Thilan Thushara - Mahela Udawatte - Chaminda Vaas - Kaushalya Weeraratne |

## Tour Matches
| 17. – 19. März Scorecard | Georgetown | Sri Lankans 492-5d (117.2) & 177-6 (63) | – | Guyana Cricket Board President’s XI 248 (62) |
|                          |            | Remis                                   |   |                                              |

| 29. – 31. März Scorecard | Scarborough | West Indies A  | – | Sri Lankans |
|                          |             | Spiel abgesagt |   |             |

## Tests

### Erster Test in Georgetown
| 22. – 26. März Scorecard | Georgetown | Sri Lanka 476-8d (162) & 240-7d (57) | – | West Indies 280 (111.5) & 315 (106.2) |
|                          |            | Sri Lanka gewinnt mit 121 Runs       |   |                                       |

### Zweiter Test in Port of Spain
| 3. – 7. April Scorecard | Port of Spain | Sri Lanka 278 (64.5) & 268 (75.1) | – | West Indies 294 (76.2) & 254-4 (68.3) |
|                         |               | West Indies gewinnt mit 6 Wickets |   |                                       |

## One-Day Internationals

### Erstes ODI in Port of Spain
| 10. April Scorecard | Port of Spain | Sri Lanka 235-7 (50)             | – | West Indies 236-9 (50) |
|                     |               | West Indies gewinnt mit 1 Wicket |   |                        |

### Zweites ODI in Port of Spain
| 12. April Scorecard | Port of Spain | Sri Lanka 112-5 (30.3/30.3)                    | – | West Indies 125-3 (20.3/25) |
|                     |               | West Indies gewinnt mit 7 Wickets (D/L method) |   |                             |

### Drittes ODI in Gros Islet
| 15. April Scorecard | Gros Islet | Sri Lanka 257-8 (50) | – | West Indies 81-2 (18.2) |
|                     |            | No Result            |   |                         |

## Statistiken
Die folgenden Cricketstatistiken wurden bei dieser Tour erzielt.
| Tests                  | Tests       | Tests   | Tests   | Tests   | Tests   | Tests   | Tests   | Tests   |
| Batting                | Batting     | Batting | Batting | Batting | Batting | Batting | Batting | Batting |
| Spieler                | Mannschaft  | Spiele  | Innings | Runs    | Average | HS      | 100s    | 50s     |
| ---------------------- | ----------- | ------- | ------- | ------- | ------- | ------- | ------- | ------- |
| Ramnaresh Sarwan       | West Indies | 2       | 4       | 311     | 77,75   | 102     | 1       | 3       |
| Malinda Warnapura      | Sri Lanka   | 2       | 4       | 217     | 54,25   | 120     | 1       | 1       |
| Mahela Jayawardene     | Sri Lanka   | 2       | 4       | 207     | 51,75   | 136     | 1       | 0       |
| Thilan Samaraweera     | Sri Lanka   | 2       | 4       | 187     | 62,33   | 125     | 1       | 1       |
| Shivnarine Chanderpaul | West Indies | 2       | 4       | 130     | 43,33   | 86*     | 0       | 1       |
| Bowling                |             |         |         |         |         |         |         |         |
| Spieler                | Mannschaft  | Spiele  | Overs   | Wickets | Average | BBI     | 5W      | 10W     |
| Chaminda Vaas          | Sri Lanka   | 2       | 87.2    | 12      | 19,75   | 5/61    | 1       | 0       |
| Muttiah Muralitharan   | Sri Lanka   | 2       | 138.5   | 12      | 32,91   | 5/79    | 1       | 0       |
| Jerome Taylor          | West Indies | 2       | 73.3    | 11      | 24,81   | 4/52    | 0       | 0       |
| Thilan Thushara        | Sri Lanka   | 2       | 61.5    | 8       | 31,25   | 3/59    | 0       | 0       |
| Fidel Edwards          | West Indies | 1       | 32      | 5       | 29,20   | 4/84    | 0       | 0       |
| Dwayne Bravo           | West Indies | 2       | 73.3    | 5       | 49,00   | 2/54    | 0       | 0       |

| ODIs                   | ODIs        | ODIs    | ODIs    | ODIs    | ODIs    | ODIs    | ODIs    | ODIs    |
| Batting                | Batting     | Batting | Batting | Batting | Batting | Batting | Batting | Batting |
| Spieler                | Mannschaft  | Spiele  | Innings | Runs    | Average | HS      | 100s    | 50s     |
| ---------------------- | ----------- | ------- | ------- | ------- | ------- | ------- | ------- | ------- |
| Chamara Kapugedera     | Sri Lanka   | 3       | 2       | 135     | 67,50   | 95      | 0       | 1       |
| Shivnarine Chanderpaul | West Indies | 2       | 2       | 114     |         | 62*     | 0       | 2       |
| Mahela Udawatte        | Sri Lanka   | 3       | 3       | 87      | 29,00   | 73      | 0       | 1       |
| Chamara Silva          | Sri Lanka   | 3       | 3       | 75      | 25,00   | 67      | 0       | 1       |
| Tillakaratne Dilshan   | Sri Lanka   | 3       | 2       | 66      | 33,00   | 64      | 0       | 1       |
| Bowling                |             |         |         |         |         |         |         |         |
| Spieler                | Mannschaft  | Spiele  | Overs   | Wickets | Average | BBI     | 5W      | 10W     |
| Dwayne Bravo           | West Indies | 3       | 26      | 7       | 16,42   | 4/32    | 0       | 0       |
| Nuwan Kulasekara       | Sri Lanka   | 3       | 21      | 6       | 17,33   | 3/28    | 0       | 0       |
| Chris Gayle            | West Indies | 3       | 12.3    | 4       | 13,25   | 2/6     | 0       | 0       |
| Ajantha Mendis         | Sri Lanka   | 3       | 14      | 3       | 20,00   | 3/39    | 0       | 0       |
| Jerome Taylor          | West Indies | 3       | 26      | 3       | 33,66   | 1/10    | 0       | 0       |

## Player of the Series
Als Player of the Series wurden die folgenden Spieler ausgezeichnet.
| Serie | Player of the Series   |
| ----- | ---------------------- |
| Test  | Ramnaresh Sarwan       |
| ODI   | Shivnarine Chanderpaul |

### Player of the Match
Als Player of the Match wurden die folgenden Spieler ausgezeichnet.
| Spiel   | Player of the Match    |
| ------- | ---------------------- |
| 1. Test | Chaminda Vaas          |
| 2. Test | Ramnaresh Sarwan       |
| 1. ODI  | Dwayne Bravo           |
| 2. ODI  | Shivnarine Chanderpaul |